# Hospital Clínico de la Universidad Católica
El Hospital Clínico de la Red de Salud UC CHRISTUS, también conocido como Hospital Clínico de la Universidad Católica, es un recinto hospitalario dependiente de la Pontificia Universidad Católica de Chile. Se encuentra ubicado en Santiago Centro, cerca de la casa central de la universidad.

## Historia
Comenzó su construcción en el año 1937 con el nombre de «Hospital del Corazón Misericordiosísimo de Jesús». El edificio fue bendecido en 1939 por el Arzobispo de Santiago, José María Caro, sin estar preparado aún para recibir pacientes.
En 1940 se inauguró el policlínico del hospital, siendo las religiosas de la Congregación de la Caridad de la Inmaculada Concepción las encargadas de la atención de los enfermos. En el año 1943 el recinto recibió sus primeros pacientes hospitalizados.
Las décadas posteriores siguieron con la ampliación del hospital. El terremoto de 1985 dejó al recinto con daños estructurales, por lo que comenzó una remodelación que concluyó ese mismo año.